# الحزب الجمهوري (فرنسا)
الحزب الجمهوري (بالفرنسية: Parti républicain)‏ هو حزب سياسي فرنسي تأسس عام 1977 على أسس الاتحاد الوطني للجمهوريين المستقلين، وأُستبدل في عام 1997، بحزب الديمقراطية الليبرالية تحت قيادة آلان مادلين.

## تاريخ
أثناء الانتخابات الرئاسية الفرنسية لعام 1974، التي جرت بسبب وفاة الرئيس جورج بومبيدو قبل عامين من انتهاء ولايته، انقسم اليمين بين المرشح الغولي جاك شابان دلماس ومرشح الاتحاد الوطني للجمهوريين المستقلين، فاليري جيسكار ديستان. ذكرت صحيفة "لوموند" حينها أن «الشخصيات الأكثر تحفظًا» تدعم جيسكار ديستان و«الأكثر تقدمية» تدعم جاك شابان دلماس.
في 19 و20 مايو 1977، تأسس حزب الجمهوريين المستقلين، المعروف باسم الحزب الجمهوري، على أسس الاتحاد الوطني للجمهوريين المستقلين. كانت التشكيلة الجديدة تهدف لدعم فعّال لعمل فاليري جيسكار ديستان، الذي انتُخب قبل ثلاث سنوات رئيسًا للجمهورية وكان القائد التاريخي للجمهوريين المستقلين.
على المستوى الأوروبي، انضم الحزب الجمهوري إلى حزب تحالف الليبراليون والديمقراطيون من أجل أوروبا، الذي تأسس في 1976، وأصبح أيضًا مراقبًا في الاتحاد الديمقراطي الأوروبي، ذو التوجه المحافظ، عند تأسيسه في 1978.
في بداية العام التالي، وقبيل الانتخابات التشريعية في مارس، أنشأ فاليري جيسكار ديستان الاتحاد من أجل الديمقراطية الفرنسية. شمل هذا الحزب الجديد بشكل خاص الحزب الجمهوري، مركز الديمقراطيين الاشتراكيين، الحركة الديمقراطية الاشتراكية، الحزب الراديكالي. على عكس التوقعات، حافظ اليمين على أغلبيته في الجمعية الوطنية بعد الانتخابات.
بين 1982 و1997، شهد الحزب الجمهوري وصول جيل جديد من القادة والنواب الذين تأثروا بالأفكار الليبرالية للثورة التي قادها رونالد ريغان في الولايات المتحدة ومارغريت ثاتشر في المملكة المتحدة. قادهم فرانسوا ليوتار (الأمين العام ثم رئيس الحزب من 1982 إلى 1988 ومرة أخرى من 1995 إلى 1997)، وعُرفوا باسم "مجموعة ليو": آلان مادلين (المندوب العام للحزب من 1985 إلى 1988، ثم الأمين العام من 1988 إلى 1989 ونائب الرئيس من 1989 إلى 1997، وهو وراء التحول إلى الديمقراطية الليبرالية)، جيرار لونجيه (أمين الصندوق من 1982 إلى 1986، ثم الأمين العام من 1986 إلى 1990 وأخيراً رئيس الحزب الجمهوري من 1990 إلى 1995)، جاك دوفياج (نائب عمدة أورليان حتى 1988، ترك السياسة بعدها) وكلود مالهوريت (نائب عمدة فيشي).
في 24 يونيو 1997، تحول الحزب الجمهوري إلى تشكيل جديد وهو حزب الديمقراطية الليبرالية برئاسة آلان مادلين.